# Райффершайд
Райффершайд (нім. Reifferscheid) — громада в Німеччині, розташована в землі Рейнланд-Пфальц. Входить до складу району Арвайлер. Складова частина об'єднання громад Аденау.
Площа — 14,24 км2. Населення становить 490 ос. (станом на 31 грудня 2020).